# لوک ویلانگا
لوک ویلانگا (انگلیسی: Luc Villalonga؛ زادهٔ ۹ ژوئن ۱۹۷۰) بازیکن فوتبال اهل فرانسه است.